# Neuraeschna clavulata
Neuraeschna clavulata är en trollsländeart som beskrevs av Machet 1990. Neuraeschna clavulata ingår i släktet Neuraeschna och familjen mosaiktrollsländor. Inga underarter finns listade i Catalogue of Life.